# سازند پارک دایناسورها

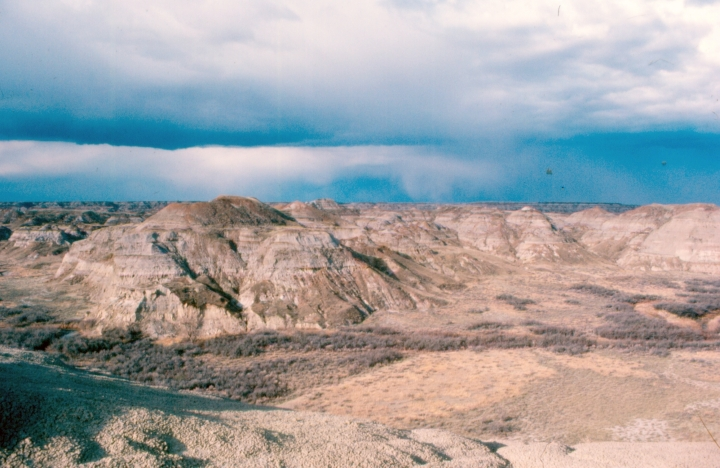
نمایی از سازند پارک دایناسورها - ۲۰۰۷

سازند پارک دایناسورها (به انگلیسی: Dinosaur Park Formation) بالاترین عضو گروه رودخانه بلی (که همچنین به عنوان گروه رودخانه جودیت شناخته می‌شود)، یک واحد زمین‌شناسی بزرگ در جنوب آلبرتا است. در طول مرحله کامپانین کرتاسه پسین، بین ۷۶٫۵ و ۷۴٫۴ میلیون سال پیش نهشته‌گذاری شده‌است. در محیط‌های آبرفتی و دشت‌های ساحلی نهشته شده‌است و توسط سازند غیردریایی اولدمن در زیر آن و سازند Bearpaw دریایی در بالای آن محدود می‌شود.
سازند پارک دایناسورها دارای غلظت‌های فشرده‌ای از اسکلت دایناسورها، هم مفصلی و هم غیرمفصلی است که اغلب با بقایای بافت‌های نرم بازمانده یافت می‌شوند. بقایای جانوران دیگر مانند ماهی، لاک‌پشت و کروکودیل و همچنین بقایای گیاهان نیز فراوان است. این سازند به افتخار پارک استانی دایناسورها نام‌گذاری شده‌است که در فهرست میراث جهانی یونسکو قرار دارد و این سازند به خوبی در مناطق بدبوم که در کنار رودخانه گوزن سقرمز قرار دارند، جای دارد.